# The Blindness of Divorce
The Blindess of Divorce is een Amerikaanse dramafilm uit 1918 onder regie van Frank Lloyd.

## Verhaal
John Langdon scheidt van zijn vrouw Claire, omdat hij vermoedt dat ze een affaire heeft. Hij krijgt het hoederecht over hun dochter Florence. Later trouwt Florence met de advocaat Bruce Livingston. Haar moeder is inmiddels aan lagerwal geraakt. Een politieke rivaal van Bruce ontdekt dat Claire een gokprobleem heeft en hij wil Florence daarmee afpersen.

## Rolverdeling
| Acteur          | Personage                 |
| --------------- | ------------------------- |
| Charles Clary   | John Langdon              |
| Rhea Mitchell   | Florence Langdon          |
| Nancy Caswell   | Florence Langdon als kind |
| Bertram Grassby | Stanley Merrill           |
| Marc B. Robbins | Edward Hopkins            |
| Willard Louis   | Robert White              |
| Fred Church     | Brue Livingston           |
| Al Fremont      | Hoofdinspecteur           |
| Bertha Mann     | Claire Langdon            |